# Antelope, Kalifornien
Antelope är en ort (CDP) i Sacramento County, i delstaten Kalifornien, USA. Enligt United States Census Bureau har orten en folkmängd på 45 770 invånare (2010) och en landarea på 17,7 km².